# Пол Грей
Пол Де́дрік Грей (англ. Paul Dedrick Gray, 8 квітня 1972, Лос-Анджелес,  Каліфорнія, США — 24 травня 2010, Урбандейл,  Айова, США) — музикант, відомий як басист групи Slipknot.

## Slipknot
Пол Грей був засновником групи Slipknot. Пол, як і всі учасники групи, мав свій порядковий номер — 2. Також Пол носив маску свині або бобра під час виступів групи.

### Маски
Пол казав, що його маски відображають його недоліки, особливо доброту. З кожним новим альбомом Пол змінював свою маску:

#### Mate. Feed. Kill. Repeat.
Під час запису демо-диска Пол носив латексну маску свині, яку він купив у дитинстві за $1.98.

#### Slipknot
Та ж маска свині, тільки тепер зі збільшеним отвором для рота. Іноді Пол чіпляв замок на носі.

#### Iowa
На початку 2001 року Пол Грей носив пластикову маску зі свинячим рилом. Пізніше, через труднощі з диханням, Пол зробив два вирізи на місці рота, а ще пізніше великий отвір, закритий сіткою.

#### Vol. 3: The Subliminal Verses
Маска зазнала кардинальних змін. Тепер це глянсова маска для транспортування особливо небезпечних злочинців. На лобі з'явилася тріщина, наче від кулі, а ротовий отвір закритий ґратами.

#### All Hope Is Gone
Та сама маска, але вже потерта по боках, де видніються шви. Тріщина на лобі залишилася, але вона ледь помітна.

## Інцидент з наркотиками
На початку червня 2003 Пол Грей був заарештований після ДТП в рідному місті Де-Мойн. Офіцер поліції заявив, що в його червоному «Порше» були виявлені два пакетики з марихуаною і кокаїном. Подія трапилася близько 3:45 дня на перетині Martin Luther King Jr. Street і Carpenter Avenue.
Його машина вдарила іншу; коли інший водій став з'ясовувати страхову інформацію, у Пола заплітався язик, він просто сунув йому чек, і сказав, що заплатить за все. Водій постраждалої машини зрозумів, що з ним щось не так і попросив дочку викликати поліцію. Грея довелося відправити до лікарні.
Коли Пола доставили до лікарні, у нього була підвищена сонливість і невиразність мови, тести підтвердили, що він вживав наркотики.
Жертв аварії не було, але Пола посадили у в'язницю, звідки випустили за тиждень, після сплати штрафу в сумі 4300 доларів.
У листопаді суд Де-Мойна встановив, що Пол дійсно був під дією наркотиків. Суд присудив його до 1 року умовно і зобов'язав його виплатити 500 доларів Американському Червоному Хресту.
Після арешту Грей перебував на лікуванні у доктора Джої Текемайна, який після недовгого лікування постановив, що Пол не приймав наркотики постійно, а тільки балувався ними.
У листі, який доктор відправив до суду, наведені запевнення, що його клієнт більше не вживає і не буде вживати наркотиків.
"Судячи з його минулого і справжньої історії, він дуже любить музику, мені здається, містер Грей більше ніколи не буде вживати наркотики", — написав Текемайн.

## Смерть
24 травня 2010, о 22 годині в готелі американського штату Айова Пола Грея знайшли мертвим. У поліції повідомили, що тіло 38-річного Пола Грея виявив співробітник готелю. Розтин, призначених на 25 травня, результатів не дав — тіло Пола приготували для токсикологічних аналізів, результати яких були отримані і оприлюднені протягом місяця.
21 червня було оприлюднено результати розтину: за їхніми результатами Пол помер через передозування опіатів — морфіну і фентанілу, яке викликало зупинку серця.

## Інші групи

### Vexx
З 1989 до 1991 Пол грав у групі Vexx.
Її склад:
- Джош Брейнард — гітарист / вокаліст
- Пол Грей — бас
- Андерс Кользефіні — ударник

### Inveigh Catharsis
C 1991 по 1993 Пол грав у Inveigh Catharsis.
Її склад той самий, що й Vexx

### Body Pit
З новою хвилею популярності death metal'у, Пол в 1993 році сформував нову death metal групу, названу Body Pit. 

Її склад:
- Мік Томсон — гітара
- Донні Стілі — гітара
- Донні Спейн — барабанщик
- Пол Грей — бас
- Андерс Кользефіні — вокал

У 1994 році група розпалася.

### Anal Blast
Також після розпаду Body Pit в 1994 році Пол грав у групі Anal Blast разом з Джої Джордісоном.

### HAIL!
На початку 2010 року Пол приєднався до супергрупи HAIL!, замінивши Девіда Еллефсона. З цією групою він виступав до своєї смерті.
Склад при Полові:
- Тім «Ripper» Оуенс — вокал
- Глен Дровер — гітара
- Пол Грей — бас-гітара
- Пол Бостаф — ударні

## Факти
- У Пола була кличка "Balls" ("Яйця").
- Його улюблені фільми жахів: «Екзорцист», "Сяйво", "Фантазм".
- Пол був лівшею.
- Його єдине хобі — музика.
- Перша платівка, яка була у Пола — " Suicidal Tendencies ".
- Пол вважав, що найкраща група всіх часів — Black Sabbath .
- Vol. 3: The Subliminal Verses був записаний на 5-струнній бас-гітарі
- Саме Пол Грей дав групі ідею записати пісні "Duality" і "Vermillion".
- Вже після смерті Пола Грея, 17 серпня 2010 року, дружина музиканта Бренна Грей народила дочку.

## Інструменти
Ibanez ATK Custom 

Warwick Corvette 4 string basses 

Warwick Jazzman Streamer Custom 5 string basses 

Peavey GPS 2600 Power Amps 

Peavey Pro 810 bass enclosures 

Peavey Pro 1600 watt bass amp head
Після смерті Пола компанія Ibanez випустила на його честь передплатну модель бас-гітари PGB2T — BK Paul Grey Tribute. Цю модель можна купити в музичних магазинах.
1. ↑  Find a Grave — 1996.
2. ↑  https://timenote.info/ua/Pol-Grej
3. ↑  Басист Slipknot Пол Грей помер від передозування опіатами. 24 Канал (укр.). 22 червня 2010. Процитовано 20 серпня 2025.